# Artur Gajdoš
Artur Gajdoš est un footballeur slovaque né le 20 janvier 2004 à Ilava. Il joue au poste de milieu offensif au Slovan Bratislava. 

## Carrière

### En club
Arrivé en 2010 à l'AS Trenčín en provenance du FK Dubnica, il joue son premier match avec l'équipe première en championnat le 1er novembre 2020 contre le MFK Ružomberok. Il entre en jeu en deuxième période à la place d'Ivenzo Comvalius. 

### En sélection
En mai 2023, il est convoqué avec les moins de 20 ans pour participer à la Coupe du monde des moins de 20 ans organisée en Argentine. Lors de ce tournoi, il joue quatre matchs et marque un but lors du premier tour contre les Fidji. La Slovaquie est éliminée en quart de finale par la Colombie 5-1.